# Charles King (attore 1889-1944)
Charles King (New York, 31 ottobre 1889 – Londra, 11 gennaio 1944) è stato un attore e cantante statunitense del teatro di rivista americano. Apparve come attore anche in alcuni film.
Era fratello dell'attrice Mollie King.

## Spettacoli teatrali
- The Mimic World (1908)
- The Slim Princess, (Broadway, 2 gennaio 1911)
- A Winsome Widow
- The Geisha, (Broadway, 27 marzo 1913)
- The Passing Show of 1913
- The Passing Show of 1913
- Watch Your Step  (Broadway, 8 dicembre 1914)
- Miss 1917, libretto di Guy Bolton e P. G. Wodehouse   (Broadway, 5 novembre 1917)
- Good Morning, Judge
- It's Up To You
- George White's Scandals (1921)
- Little Nellie Kelly
- Lollipop, (Broadway, 21 gennaio 1924)
- Keep Kool
- No Foolin'
- Hit the Deck
- Present Arms
- The New Yorkers, (Broadway, 8 dicembre 1930)
- Sea Legs (Broadway, 18 maggio 1937)
- The Fabulous Invalid
- Panama Hattie

## Filmografia

### Attore
- The Five O'Clock Girl, regia di Robert Z. Leonard (1928)
- La canzone di Broadway (The Broadway Melody), regia di Harry Beaumont (1929)
- Climbing the Golden Stairs, regia di Gus Edwards - cortometraggio (1929)
- Arcobaleno (Chasing Rainbows), regia di Charles Reisner  (1930)
- Oh, Sailor Behave, regia di Archie Mayo (1930)
- La banda dei fantasmi (Remote Control), regia di Nick Grinde, Edward Sedgwick e Malcolm St. Clair (non accreditati)
- Ladies Not Allowed, regia di Joseph Santley (1932)

### Colonna sonora
- Hollywood che canta (The Hollywood Revue of 1929), regia di Charles Reisner (1929)